# Episodi di Z Nation (prima stagione)
La prima stagione della serie televisiva Z Nation, composta da 13 episodi, è stata trasmessa in prima visione negli Stati Uniti d'America dall'emittente Syfy dal 12 settembre al 5 dicembre 2014.
In Italia è stata trasmessa in prima visione assoluta da AXN Sci-Fi dal 10 giugno al 22 luglio 2015. Su DMAX viene trasmessa dal 4 gennaio 2016.
| n° | Titolo originale        | Titolo italiano (AXN SCI-FI) | Titolo italiano (DMAX)  | Prima TV USA      | Prima TV Italia |
| -- | ----------------------- | ---------------------------- | ----------------------- | ----------------- | --------------- |
| 1  | Puppies and Kittens     | Missione California          | Cuccioli e gattini      | 12 settembre 2014 | 10 giugno 2015  |
| 2  | Fracking Zombies        | Dannati zombie               | Gli zombi               | 19 settembre 2014 | 10 giugno 2015  |
| 3  | Philly Feast            | Banchetto a Filadelfia       | Il passato di Cassandra | 26 settembre 2014 | 17 giugno 2015  |
| 4  | Full Metal Zombie       | Full Metal Zombie            | Zombie Amish            | 3 ottobre 2014    | 17 giugno 2015  |
| 5  | Home Sweet Zombie       | Home Sweet Zombie            | Il giardino             | 10 ottobre 2014   | 24 giugno 2015  |
| 6  | Resurrection Z          | Resurrezione zombie          | Resurrezione Z          | 17 ottobre 2014   | 24 giugno 2015  |
| 7  | Welcome to the Fu-Bar   | Tiro al bersaglio            | L'apocalisse            | 24 ottobre 2014   | 1 luglio 2015   |
| 8  | Zunami                  | Tsunami zombie               | Lo tsunami              | 31 ottobre 2014   | 1 luglio 2015   |
| 9  | Die Zombie Die... Again | Sogno nel sogno              | Ancora morti            | 7 novembre 2014   | 8 luglio 2015   |
| 10 | Going Nuclear           | Opzione nucleare             | Il nucleare             | 14 novembre 2014  | 8 luglio 2015   |
| 11 | Sisters of Mercy        | Un posto sicuro              | Il gruppo delle donne   | 21 novembre 2014  | 15 luglio 2015  |
| 12 | Murphy's Law            | La legge di Murphy           | La legge di Murphy      | 28 novembre 2014  | 15 luglio 2015  |
| 13 | Doctor of the Dead      | Il dottor morte              | Il dottore della morte  | 5 dicembre 2014   | 22 luglio 2015  |

## Missione California
- Titolo originale: Puppiens and Kittens
- Diretto da: John Hyams
- Scritto da: Karl Schaefer

### Trama
Un gruppo di sopravvissuti a un'apocalisse zombie deve portare in un centro di ricerca dall'altra parte degli Stati Uniti, in California un uomo infettato che sembra mostrare una resistenza al virus.
- Altri interpreti: Scott Roddan (Donner), Lisa Coronado (Dott.ssa Marilyn Merch), Lowell Deo (Redburn), Phil Andrade (Prigioniero tatuato), Jacqueline S. Davis (Sophia "Nana" Grizwald), Ben Andrews (Tenente), Sali Sayler (Daisy), Doug Dawson (Skeezy), Mark Carr (Sketchy McClain), Len Levitt (Burattinaio) James A. Smith (Red Hanson), Art Hickman (Fratello minore), John Daniels (Fratello medio), Keith Cox (Fratello maggiore).
- Curiosità: Harold Perrineau nel ruolo del tenente Mark Hammond è accreditato nel cast principale per questo unico suo episodio.

## Dannati zombie
- Titolo originale: Fracking Zombies
- Diretto da: John Hyams
- Scritto da: Michael Cassutt

### Trama
Il gruppo guidato da Charles Garnett si ritrova a corto di carburante in New Jersey e decide di imbarcarsi in una missione pericolosa. Nel frattempo il passato di Cassandra torna a tormentarla.
- Altri interpreti: Ryan Higgins (Travis), Jodi Binstock (Dott.ssa Hastings).
- Non accreditati: Rick Rivera (Tobias Campbell), Bret Kiene (Samuel).

## Banchetto a Filadelfia
- Titolo originale: Philly Feast
- Diretto da: Luis Prieto
- Scritto da: Eric Wallace & Karl Schaefer

### Trama
Mentre stanno battendo le strade di Filadelfia, i sopravvissuti incrociano alcuni cannibali che hanno avuto rapporti con un membro del gruppo, Cassandra.
- Altri interpreti: Rick Rivera (Tobias Campbell), Yuji Okumoto (Bernt), Sarah Mann (Jodi / Stormy), Jamie Pederson (John), Bret Kiene (Samuel).

## Full Metal Zombie
- Titolo originale: Full Metal Zombie
- Diretto da: Michael Robison
- Scritto da: Eric Bernt

### Trama
Il Cittadino Z comunica con il gruppo e li dirige in un avamposto militare che potrebbe fornire alla squadra supporto aereo fino alla California. Il gruppo deve però fronteggiare un ostico soldato alla base. Doc rimane ferito, ma sopravvive.
- Guest star: Bill Moseley (Generale Arthur McCandles).
- Altri interpreti: Aaron Blakely (Privato Robins), Tracy Schornick (Padre di Diecimila), Nich Witham (Leader dei banditi), Damon Mentzer (Padre bandito).

## Home Sweet Zombie
- Titolo originale: Home Sweet Zombie
- Diretto da: Luis Prieto
- Scritto da: Dan Merchant

### Trama
Nel bel mezzo di un tornado, Roberta Warren cerca il marito Antoine nella sua città natale, Castle Point. Doc intanto aiuta un giovane uomo ferito, mentre Addy ha delle visioni. Si rifugiano nel seminterrato della casa di Roberta e sopravvivono.
- Altri interpreti: Sali Sayler (Jane), Adam Lippert (Rick), Darryl Lemon (Rastafarian).

## Resurrezione zombie
- Titolo originale: Resurrection Z
- Diretto da: John Hyams
- Scritto da: Craig Engler

### Trama
La squadra arriva a Provincetown, un luogo dove la vita sembra stabile. Nasce una storia d'amore tra Roberta e Charles. Ben presto si imbatte pero' in un gruppo di estremisti religiosi guidati da Jacob, convinti che gli zombie siano un dono di Dio. Gli estremisti invadono la base e prendono prigionieri la squadra che viene salvata da Murphy che scopre avere un certo controllo sugli zombie e da Diecimila. Charles si sacrifica per salvare Murphy venendo ucciso da Jacob e si trasforma. In seguito Roberta abbatte Charles e uccide Jacob.
- Altri interpreti: Roy Stanton (Maggiore Joe Williams), Brian Sutherland (Jacob), Janice Dashiell (Cutty), J. Woodward Palmer (Jameson), David S. Hogan (Fratello Eli), Julian Gavilanes (Patrick), James Sweet (Berman), Julia Keefe (Mary), Tom Dang (Luke), Julia Prud'homme (Madeline).

## Tiro al bersaglio
- Titolo originale: Welcome to the Fu-Bar
- Diretto da: Tim Cox
- Scritto da: Jennifer Derwingson

### Trama
Il gruppo raggiunge il Kansas e si divide in cerca di un nuovo mezzo di trasporto e ulteriori provviste. Alcuni giungono in un posto dove Doc incontra alcuni vecchi amici, Roberta, ancora sotto shock, si rifugia a bere in un bar e Diecimila decide di partecipare ad un tiro al bersaglio con zombie per vincere l'ambito premio: un fucile di precisione. Nel frattempo Murphy attacca con un morso un uomo che però, quando muore, inaspettatamente non si trasforma. Mentre la gara è ancora in corso, arriva un'invasione di zombie, costringendo a chiuderla velocemente con la vittoria di Diecimila, il quale però decide di regalare il fucile vinto alla ragazza che lo ha sfidato e perso in finale. Tutti scappano e si ritrovano davanti a Roberta che esce dal bar e decide di ricominciare a combattere, uccidendo da sola un'orda di zombie. Nel frattempo si intravede all'orizzonte uno spaventoso tsunami di zombie.
- Altri interpreti: Christy Choi (Brittany), Rich Morris (Forman), Mike Butters (Phil), Tony Doupe (Robert), Jason Gallagher (Keith Richards), Lorraine Montez (Shelley Tanner), Doug Dawson (Skeezy), Mark Carr (Sketchy McClain), Alex Terzieff (Darren Cooper).

## Tsunami zombie
- Titolo originale: Zunami
- Diretto da: John Hyams
- Scritto da: Dan Merchant

### Trama
Mentre attraversa il Nebraska, il gruppo si imbatte in una spaventosa orda di zombie in testa ad un vero e proprio Tsunami e cerca di sopravvivere rifugiandosi in un obitorio. Nel frattempo il Cittadino Z riceve la visita inaspettata di un astronauta misterioso e comincia a condividere con lui la sua attività quotidiana. Il gruppo, nel frattempo, per salvarsi, decide di nascondersi nelle celle frigorifere dell'obitorio, mentre Murphy rimane fuori e decide di uscire per strada per esplorare i dintorni. Il cittadino Z riesce a capire che l'astronauta altro non è che una sua allucinazione dovuta alla perdita dei sensi a seguito delle esalazioni da aria inquinata e, risvegliatosi, trascina sé ed il cane fuori dalla base per salvarsi. Murphy nel frattempo preleva una serie di provviste per viaggiare da solo ma, passando davanti all'obitorio, torna sui suoi passi e decide di rientrare per aiutare i suoi compagni di viaggio, arrivando giusto in tempo per salvare Roberta e liberare tutti gli altri componenti del gruppo. Murphy condivide col gruppo le provviste in un pranzo improvvisato durante il quale però si rende conto, guardandosi in uno specchio, che il suo processo di trasformazione sta proseguendo e l'episodio si chiude con l'inquadratura dei suoi occhi ormai definitivamente cambiati.
- Altri interpreti: Conner Marx (Yuri), Thomas Olson (Otis), Rachel Pate (Janet), Kendai Clark (Cam).

## Sogno nel sogno
- Titolo originale: Die Zombie Die... Again
- Diretto da: Tim Andrew
- Scritto da: Dan Merchant & Karl Schaefer

### Trama
Mack e Addy sono alla ricerca del gruppo, fanno rifornimento presso una fonte d'acqua e si rimettono in marcia fino a raggiungere un complesso edilizio abbandonato.
Qui Mack si sveglia e sente Addy urlare e quindi la va a cercare. Trova molti zombie morti, uccisi probabilmente da un serpente che trova lì vicino. Mentre cerca Addy, vede un enorme zombie e, infilzata nel suo petto, vede la mazza d'alluminio della ragazza. Decide di combatterlo, ma viene colpito da un pezzo di muro che si stacca e viene morso dallo zombie.
Tutto questo si rivela un sogno e, ogni volta che viene ucciso, Mack si risveglia e inizia a capire come fare per sconfiggere lo zombie. In uno dei sogni arriva davanti a una casa con la porta chiusa, ma lo zombie gli impedisce di aprire la porta e lo morde. Successivamente si reca lì con Abby, riescono ad aprire la porta, ma ecco che un muro di assi di legno gli impedisce di andare avanti e mentre Mack cerca di aprire una via la ragazza viene portata via e morsa dallo zombie e dopo anche Mack.
Mack si risveglia un'altra volta, riesce ad arrivare alla casa e apre la porta: c'è uno scantinato. Mack scende nello scantinato e trova un bambino che è stato morso, si guarda in giro ed ecco arrivare lo zombie. Mack tenta di abbatterlo e ci riesce ed ecco che il sogno finisce.
Questa volta a svegliarsi è Abby che prende le sue cose e si dirige nel luogo dove c'è la casa, la apre e anche lei scende nello scantinato. Mentre scende le scale Abby ha un cambio di abiti, indossa la divisa delle cheerleader quindi capiamo che si tratta di un flashback, trova suo fratello, il bambino morso nel sogno di Mack. Anche nel suo sogno il bambino è stato morso, lei chiama aiuto ed ecco che arriva uno zombie, ma non lo zombie che si vedeva nei sogni di Mack, bensì uno zombie che prima era una donna.
Il sogno finisce, Mack si sveglia e sono sulle rive del fiume dell'inizio puntata. Mack sente Abby piangere e va da lei, si scopre il motivo dello strano malessere della ragazza: all'inizio di tutto ha dovuto uccidere sua madre che si era trasformata in zombie e, per il trauma, l'aveva dimenticato.
- Guest star: John Duff (Franken Zombie).
- Altri interpreti: Nick Robertson (Michael Carver), Jeri Habberstad (Mrs. Carver).

## Opzione nucleare
- Titolo originale: Going Nuclear
- Diretto da: Nick Lyon
- Scritto da: Craig Engler & Michael Cassutt

### Trama
Il gruppo di sopravvissuti vaga verso la California, ma senza auto e senza carburante è difficile proseguire, per questo motivo, quando avvistano un complesso edilizio, fanno di tutto per raggiungerlo. Il luogo è spoglio: ci sono soltanto tubi industriali, perfettamente inutili durante un'apocalisse zombie.
Mentre sono alla ricerca di qualcosa che possa rivelarsi utile, vedono degli zombie fosforescenti che si avvicinano a loro, iniziano a combatterli, ma subito arrivano persone che indossano tute antiradiazioni. A quanto pare si trovano in prossimità di una centrale nucleare. Le persone in tuta si rivelano essere un tecnico della centrale e sua figlia, pilota di superleggeri. Il gruppo viene sfamato e intende rimettersi in marcia, ma l'uomo rivela che il nocciolo sta per fondere e hanno solo 48 ore di tempo, non abbastanza per raggiungere a piedi un luogo dove le radiazioni non possano ucciderli. Murphy ipotizza di poter andare via con l'aereo, ma la donna lo esclude: c'è posto solo per uno.
Il gruppo spiega il ruolo del paziente zero e il fatto che quell'uomo sia l'ultima speranza per l'umanità e si decidono a fare da scorta all'uomo che vuole sistemare il reattore ed evitare così la fusione. Arrivano dentro, ma per le radiazioni l'uomo muore.
Il gruppo si sente spacciato, ma vengono a sapere dalla figlia dell'uomo morto che l'ingegnere che ha progettato l'impianto vive lì vicino, ma è armato e pericoloso. Da quando il figlio è morto lui vive da eremita e odia gli intrusi. Il gruppo si intrufola, l'ingegnere sta per uccidere Doc, ma Diecimila lo ferma minacciandolo alla gola con un coltello. Gli spiegano perché si trovano lì e l'uomo acconsente ad aiutarli. Per sicurezza, Murphy e la donna pilota di aereo prenderanno il volo per recarsi a distanza di sicurezza, ma il carburante non basta quindi il motore viene modificato per poter funzionare a vodka, bevanda che l'ingegnere ha in gran quantità insieme ad altri viveri.
Qualcosa va storto e l'aereo cade e lei muore. Murphy scopre che gli zombie copiano le sue azioni.
L'ingegnere, con Diecimila come scorta, riesce a sistemare il reattore. L'uomo muore, non gli rimaneva molto da vivere per via delle radiazioni e decide di suicidarsi buttandosi nella vasca di raffreddamento, nella stessa vasca ci sono le barre di uranio. Homer muore, Diecimila ne rimane scosso, ma si devono rimettere in viaggio.
- Altri interpreti: Anna Marie Clausen (Amelia Grady), Gary Taylor (Homer Stubbins), Ted Dowling (Wilbur Grady).

## Un posto sicuro
- Titolo originale: Sisters of Mercy
- Diretto da: Rachel Goldenberg
- Scritto da: Jennifer Derwingson

### Trama
Addy e Mack sono in uno strano complesso edilizio dove trovano molti zombie, mentre li uccidono incontrano il resto del gruppo. Si ritrovano in una stanza con un televisore e una webcam e lì riescono a parlare con il cittadino Z e lo vedono in faccia per la prima volta. Lui viene informato che il suo contatto in quel posto, una ex base della CIA, è stato ucciso e li indirizza in California, dove ha avuto qualche contatto: c'è ancora speranza.
Il gruppo continua il suo viaggio verso la California e, mentre sono in strada, vedono il cadavere mezzo divorato di un ragazzino trasformatosi in zombie. Fanno qualche altro centinaio di metri e trovano un altro ragazzino, ma questi si regge in piedi e avanza verso di loro come zombie. Addy, che negli ultimi tempi è rimasta traumatizzata dai vari eventi, è diventata particolarmente violenta, ma fa fatica a uccidere il ragazzino zombie che le si avvicina con aria minacciosa.
Mentre continuano ad avanzare, incontrano un ragazzino vivo che va verso Salt Lake City, il posto che loro si stanno lasciando alle spalle. Gli chiedono cosa stia facendo lì e lui risponde che sta andando a trovare suo padre, che abita proprio a Salt Lake City, dice che sua madre gli ha detto che poteva. Warren non crede a questa storia e lo esorta ad accompagnarla da sua madre, poi lei stessa lo accompagnerà a Salt Lake City.
Il gruppo arriva così in una comunità di sole donne. Solo le donne possono entrare, mentre gli uomini del gruppo devono rimanere fuori e comunque tutti devono andare via entro 24 ore. Vengono a scoprire che nella comunità gli uomini non sono ammessi e anzi che i ragazzini, compiuto il loro tredicesimo anno di età, vengono mandati via, proprio com'è successo a quello che hanno incontrato in strada. Il capo della comunità, Helen, uccide tutti gli uomini perché convinta che siano malvagi e, dopo essersi fatta raccontare da Addy la sua storia, cerca di convincerla a entrare nella loro comunità di sole donne. La donna cerca di convincere Abby a uccidere Mack, con il pretesto che tanto lui morirebbe e che spetterebbe a lei ucciderlo. Abby rifiuta di farlo, ma dice al ragazzo che si devono separare perché lei non può sopportare l'idea di doverlo uccidere, nel frattempo Warren e Cassandra cercano di farla ragionare.
Mack cerca di parlare con Addy, ma lei rifiuta di tornare con loro e decide di rimanere nella comunità. Mack cerca di raggiungerla, si sentono degli spari e nulla si sa sulla sua sorte.
Mentre le donne erano all'interno della comunità, una di loro ha avuto un rapporto con Murphy. La puntata si conclude con il ragazzino dell'inizio che continua per la sua strada verso Salt Lake City, una ragazzina canta una canzoncina e la donna che ha avuto il rapporto con Murphy si tocca la pancia, forse per indicare che è incinta.
- Special guest star: Kelly McGillis (Helen).
- Altri interpreti: Brad Picard (Butcher), Sara Coates (Serena), Riley Neldam (Darren), Logan Binstock (Emmy), Eden Campbell (Rachel), Jacob Goudzwaard (Sam), LJ Klink (Ragazzo tatuato), Delanna Studi (Cheyenne).

## La legge di Murphy
- Titolo originale: Murphy's Law
- Diretto da: Tim Andrew
- Scritto da: Michael Cassutt

### Trama
Il gruppo arriva presso un country club con campo da golf, in cerca di viveri. Vengono attaccati da un'orda zombie e si rifugiano in un bagno. Mentre stanno lottando per tenere chiusa la porta, loro unica barriera contro gli zombie. Sentono degli spari e delle voci umane: c'è qualcun altro oltre a loro in quella tavola calda. Una voce li invita a uscire, il gruppo obbedisce, ma con le armi in pugno: non si fidano molto degli sconosciuti. I loro salvatori sono un gruppo di tre persone: due uomini e una donna. Il gruppo spiega il ruolo del paziente zero e la loro missione, ma Warren non si fida molto. Offrono loro da bere e da mangiare, ma una delle bevande è drogata ed ecco che tutti si addormentano, tranne Murphy e i nuovi arrivati. Il paziente zero viene quindi rapito da questo gruppo che intende servirsene per raggiungere un'azienda che produce medicinali: gli zombie che si aggirano nei dintorni sono drogati e più pericolosi.
Il resto del gruppo si risveglia con Cassandra ammanettata a uno zombie e tutti ammanettati fra di loro. Riescono ad uccidere lo zombie e a fuggire. Sulla strada trovano una limousine e, tramite il telefono dell'auto, riescono a mettersi in contatto con il Cittadino Z che indica loro la strada per raggiungere Murphy e i suoi rapitori.
Murphy nel frattempo si dà da fare, negli ultimi tempi ha scoperto di poter controllare gli zombie con i quali è venuto in contatto: copiano i suoi movimenti, lo seguono e non lo attaccano. Scopre di poter sfruttare questo potere anche con i vivi: gli basta morderli o infettarli in qualche modo. Sputa nella borraccia di una dei tre dei rapitori, durante un momento di distrazione. In seguito riesce a morderne un altro, e riesce a controllarli, arriva persino a mordere il capo durante una breve lite. Lo costringono a entrare nel complesso e riesce a portare a termine la missione e a parlare con il Cittadino Z.
Nel frattempo Warren e gli altri sono arrivati e cercano di liberarlo, Murphy usa il suo potere e obbliga il capo dei suoi rapitori a suicidarsi, gli altri sono già morti, uccisi dagli zombie. Il gruppo prende il possibile e va via.
- Altri interpreti: Mark Kelley-Matthews (Brett Zimmerman), Dawn Hunter (Janice), Patrick Treadway (Henry Zimmerman).

## Il dottor morte
- Titolo originale: Doctor of the Dead
- Diretto da: John Hyams
- Scritto da: John Hyams & Karl Schaefer

### Trama
Una serie di brevi flashback, ambientati in un mondo dove l'apocalisse zombie ancora non esiste, informano il pubblico dell'esistenza del dottor Kurian, l'uomo che ha dato inizia a tutto questo. Costui ha girato il mondo prendendo campioni di liquido cerebrale di molti pazienti con le malattie più diverse, da malati di ebola a voodo zombie haitiani.
Il gruppo, sotto indicazione del Cittadino Z, arriva a Fort Collins, dove si aspettano di trovare la dottoressa Merch, la donna che ha sviluppato il vaccino e che l'ha somministrato a Murphy. Trovano tutto il personale morto, molti trasformati in zombie e persino un paio di zombie di tipo diverso rispetto a quelli che sono soliti incontrare. Questi zombie non riconoscono Murphy e lo attaccano come chiunque altro. Mentre si aggirano per la struttura vengono contattati dal Cittadino Z che li informa che si devono sottoporre a una procedura che eliminerà i virus dal loro corpo tramite radiazioni luminose. Nel caso in cui decidano di non farlo, il laboratorio è programmato per essere distrutto mediante testate nucleari, questo per fermare la propagazione dei virus studiati all'interno.
Cassandra, che in precedenza era stata colpita ed è rimasta ferita, sta per morire. Tutti passano a salutarla e la lasciano in una stanza e qui veniamo a sapere che il vero nome di Diecimila è Tommy, anche se lui chiede alla ragazza di non rivelarlo a nessuno.
Per ultimo è Murphy a salutare la ragazza, da solo. Mentre non è visto dagli altri la morde: in questo modo, quando morirà, non diventerà uno zombie.
Il gruppo, guidato da Murphy nell'esplorazione, visiona dei video del precedente paziente zero: un ricercatore accidentalmente entrato in contatto con il virus. Il virus, prima di attaccare l'uomo messo in quarantena, aveva colpito soltanto le scimmie e non gli esseri umani. La dottoressa Merch decide di inoculargli un vaccino sperimentale: l'uomo non muore, ma nemmeno si trasforma in uno zombie: rimane in uno stato a metà fra la vita e la morte in costante sofferenza.
L'uomo viene raggiunto dal gruppo e chiede loro di ucciderlo, nel frattempo il Cittadino Z li informa che la dottoressa Merch e due soldati si stanno avvicinando. Si scopre che non si tratta della dottoressa, bensì del dottore che ha inventato il virus come nuova arma. Il primo paziente zero avverte Murphy di non fidarsi del dottore, quando a un certo punto arriva Cassandra che riesce a uccidere i due soldati. Murphy scappa infrangendo il protocollo di sicurezza e attivando al tempo stesso la distruzione del laboratorio per mezzo di missili nucleari. Murphy scappa con un'auto, i restanti membri del gruppo perdono Cassandra e fuggono anche loro su un'auto mentre il dottore fugge via.
Le scene finali fanno vedere il missile dritto dove si trova il gruppo di Roberta, e riescono a vederlo da lontano anche Mack ancora vivo e Addy, missili simili si dirigono anche contro la base del Cittadino Z.
- Guest star: Donald Corren (Dr. Walter Kurian).
- Altri interpreti: Christopher Morson (Johnny), Richard Sloniker (Brendan Doyle), Lisa Coronado (Dott.ssa Marilyn Merch), George Mount (Bill), Allison Yolo (Giovane donna), Joe Handelman (Agente del Kazakistan), Stephanie Kim (Dottoressa di Haiti).